# 九州殊口三
波江座ξ，又名BD-04 818，HD 27861、SAO 131176、HR 1383，是波江座的一颗恒星，视星等为5.17，位于銀經197.82，銀緯-34.3，其B1900.0坐标为赤經4h 18m 42s，赤緯-3° -34.3′ 36″。